# 楊孟霖
楊孟霖（英文：Nick Yang，1990年4月24日—），台灣新生代男演員、齊心娛樂Happy Together演藝經紀公司簽約藝人。身高180公分，金牛座，A型。內湖高工、德明財經科技大學應用外語系畢業。曾拍攝許多網路短片、網路電影。2017年在網路劇《拜託別黑我》中飾演富二代白小鵬、2018年在CHOCO TV自製BL網路劇HIStory2《越界》中飾演兄弟CP之一王振文，逐漸拓展人氣。

## 個人生活
現任女友為演員晏柔中，2023年4月宣布懷孕，同年8月25日長子小楊桃誕生。

## 演出作品

### 電影
| 年份 | 劇名               | 角色                           | 導演   | 合作演員                 | 備註       |
| 2013 | 《逆轉勝》         | 撞球場高中生                   | 孔玟燕 | 溫尙翊、黃姵嘉、王識賢   |            |
| 2016 | 《消失的愛人》     | 凌凱峰（少年）、凌沐沐（少年） | 黃真真 | 黎明、王珞丹、林俊傑     | 少年版黎明 |
| 2017 | 《東京血族》       | 小龍                           | 方亞熙 | 曾美慧孜、李宜儒、吳浚誠 | 網路電影   |
| 2017 | 《2017新男女關係》 | 周星馳（大雄）                 | 丁火   | 肖基國、宋思嘉           | 網路電影   |

### 電視劇／網路劇
| 年份 | 劇名                                   | 角色              | 導演           | 備註          |
| 2013 | 《愛情急整室》                         | 大特              | 郝心翔         |               |
| 2017 | 《拜託！別黑我！》第一季、第二季       | 白小鵬            | 張榮華         | 主演          |
| 2017 | 《拜託！別黑我！》番外篇之自古藍白出CP | 白小鵬            | 張榮華         | 主演          |
| 2017 | 大愛劇場 -《稻香家味》                 | 陳俊成            | 林博生         | 客串第34~39集 |
| 2018 | 《HIStory2-越界》                      | 王振文            | 蔡宓潔         | 主演          |
| 2018 | 公視網路劇 -《8號公園》                | 陳俊佑            | 葉鴻偉         | 配角          |
| 2019 | 《男神時代》                           | 謝允              | 朱峰           | 配角          |
| 2020 | 《記憶浮島》                           | 趙文豪            | 陳宣境         | 配角          |
| 2020 | 《因為我喜歡你》                       | 柯廷偉            | 林清芳、郭春暉 |               |
| 2021 | 《我的老闆是隻貓》                     | 邱總              | 姜瑞智         | 配角          |
| 2024 | 《X又是星期一》                        | Miles（黄董特助） |                | 客串          |

### 微電影／短片
| 年份 | 劇名                           | 角色             | 導演           | 合作演員                                                              | 備註                                     |
|      | 《除魔少女》                   |                  |                |                                                                       | 電影前導片                               |
| 2013 | 《幸福特派員》                 | 大牛             | 王慧君         | 乾德門                                                                | 主演                                     |
| 2013 | 《扛著幸福的貓》               | 幸福小站站長     | 魏奕旻         | 呂玲                                                                  | 新北市政府環境保護局幸福小站             |
| 2014 | 《蘇珊的精神病院》             | 雷恩             | 沈子琦         | 卓宇童、宋孟璇、徐馬政妘                                              | 政治大學廣播電視學系第二十三屆畢業成果展 |
| 2015 | 《盛夏》                       | 高宇辰           |                | 連俞涵、于樂誠、王道南、吳宏修                                        | 輔仁大學影像傳播學系第17屆畢業製作       |
| 2015 | 《12星座男生：睡過頭時的反應》 | 男朋友           |                | 晏柔中                                                                | PopDaily 波波黛莉的異想世界              |
| 2015 | 《8個讓女孩溫暖的心動時刻》    | 男朋友           |                | 李沁凝                                                                | PopDaily 波波黛莉的異想世界              |
| 2016 | 《漠視》                       | 方士豪           | 陳捷妤         | 徐銘志、蔡承邑、成德柔、孫紫芸                                        | 高苑科技大學資傳畢業專題                 |
| 2016 | 《心輔教育單元劇：下一次微笑》 | 黃修偉           | 梁家榮         | 楊子儀、陳紀衡、錢君銜、楊小黎、吳承洋                                | 莒光園地                                 |
| 2016 | 《恐懼過年的九件事》           | 孫子、兒子、員工 | 任偉鈞         | 艾咪、邱志宇、晏柔中、陳睿瑋、張行 、鄭暐達、周書漢、西村大地、李沁凝 | 《艾咪拍拍系列》                         |
| 2016 | 《當愛消失的時候》             | 單戀的人         | 馮光偉         | 晏柔中、邱志宇、艾咪、林奕勳、李沁凝                                  | 《艾咪拍拍系列》微電影                   |
| 2016 | 《抱怨母親那些事》             | 楊孟霖           |                | 晏柔中、邱志宇、艾咪                                                  | 《艾咪拍拍系列》                         |
| 2016 | 《關於端午那些事》             | 楊孟霖           |                | 晏柔中、邱志宇、艾咪                                                  | 《艾咪拍拍系列》                         |
| 2016 | 《孤單聖誕節-求婚篇》          | 楊孟霖           | Frankie Zhuang | 晏柔中、邱志宇、艾咪、陳睿瑋、錢俞安                                  | 《艾咪拍拍系列》                         |
| 2016 | 《孤單聖誕節-酒測篇》          | 交通警察         | Frankie Zhuang | 邱志宇、艾咪、晏柔中、陳睿瑋                                          | 《艾咪拍拍系列》BL                       |
| 2017 | 《幸符貼上門》                 | 李皓銘           | 蔣佩君         | 黃薇渟、張哲豪、劉名凱                                                | 輔仁大學影像傳播學系第18屆畢業製作       |
| 2017 | 《過年的九種NG行為》           | 爸爸             | 馮光偉、馮士哲 | 艾咪、晏柔中、白川祐平 、李沁凝、陳睿瑋、邱志宇、黃豪平               | 《艾咪拍拍系列》                         |
| 2017 | 《女孩最愛の7款男生特質》      | 霸氣男           | 艾咪           | 邱志宇、張仲宇、孫陽、白川祐平、艾咪、晏柔中、李沁凝、劉博仁、陳希騰  | 《艾咪拍拍系列》                         |
| 2017 | 《母親節特輯-聽話篇》          | 兄弟             | 艾咪           | 邱志宇                                                                | 《艾咪拍拍系列》BL                       |
| 2017 | 《端午節特輯-粽慾篇》          | 不良少年         | 艾咪           | 邱志宇、陳睿瑋、白川祐平                                              | 《艾咪拍拍系列》BL                       |
| 2017 | 《父親節特輯-背影篇》          | 兄弟             | 樓耀中         | 邱志宇、張行、蕭忠文                                                  | 《艾咪拍拍系列》BL                       |
| 2017 | 《七夕特輯-勇氣篇》            | 楊孟霖           | 樓耀中         | 邱志宇、晏柔中、艾咪                                                  | 《艾咪拍拍系列》BL                       |
| 2017 | 《鬼月特輯-秘密篇》            | 男住客           | 樓耀中         | 邱志宇、晏柔中、艾咪、白川祐平、白俊彥、林裔臻、李秀紗                | 《艾咪拍拍系列》BL                       |
| 2017 | 《志宇＆孟霖帶你玩澳門》       | 楊孟霖           |                | 邱志宇                                                                | Yahoo奇摩旅遊                            |
| 2017 | 《演員的一週》：星期五空白日   | 楊孟霖           | 許時豪         | 無                                                                    | 拍手Clappin                              |
| 2017 | 《聖誕特輯-酒測重逢篇》        | 交通警察         | Frankie Zhuang | 邱志宇                                                                | 《艾咪拍拍系列》BL                       |
| 2018 | 《新年新希望Top4》             | 楊孟霖           | Frankie        | 艾咪、邱志宇、晏柔中 、張行、林彥君、陳睿瑋、泰國清邁象、賈斯汀       | 《艾咪拍拍系列》                         |
| 2018 | 《好手好腳》                   | 陳志豪           | 馬修羅         | 王真琳                                                                | 主演                                     |
| 2019 | 《12星座：使用交友軟體的反應》 | 男朋友           |                | 艾咪                                                                  | PopDaily 波波黛莉的異想世界              |
| 2020 | 劍魂如初《傳承之書》           | 蕭練             | 蔡宓潔         | 盧彥澤、許少瑜                                                        | 使用4DViews 動態立體捕捉技術製作的VR短片 |

### 活動
| 年份日期       | 主題                                                          | 地點                           |
| -------------- | ------------------------------------------------------------- | ------------------------------ |
| 2018年4月14日  | HIStory2粉絲見面會台北站                                      | 台北Neo Studio                 |
| 2018年6月1日   | hmvod劇力summer2018開播派對                                   | 香港銅鑼灣                     |
| 2018年7月5日   | 哈登球迷見面會「明星籃球對抗賽」                              | 輔仁大學中美堂                 |
| 2019年5月26日  | HIStory Party                                                 | 台北三創5F clapper studio      |
| 2019年6月16日  | Chocola BB夏日祭典 粉絲見面會                                 | 華山1914文化創意產業園區西一館 |
| 2019年11月17日 | 「為愛，益起守護」SAHNE紗奈 慈善義賣                          | 內湖學學文創                   |
| 2019年12月4日  | 蝦皮胖卡出巡                                                  | 台北市世新大學                 |
| 2020年9月12日  | ELLE Run with Style 風格路跑                                  | 大佳河濱公園                   |
| 2020年9月18日  | ELLE 好奇心俱樂部開幕派對                                     | 華山1914文化創意產業園區       |
| 2020年10月6日  | 2020臺北時裝週(星光大道+春夏時尚首航派對)                     | 松山文創園區                   |
| 2021年3月13日  | 2021臺北時裝週(品牌秀－Dleet)                                 | 松山文創園區                   |
| 2021年3月21日  | 菜鳥編輯出任務！Action Together ☆秋刀魚雜誌冬季號☆ 別冊導讀會 | PPP                            |
| 2021年10月23日 | 2021年國泰青年節「大專3×3籃球賽」決賽                         | 板橋第二運動場籃球場           |

### MV
| 年份 | 作品                   | 歌手   |
| 2012 | 《長頭鬃》             | 宋逸民 |
| 2013 | 《回憶裡的瘋狂》       | 光良   |
| 2013 | 《明天的記憶》         | 孫燕姿 |
| 2017 | 《我無法懂得》         | 安那   |
| 2018 | 《當我們不在一起》     | 四分衛 |
| 2018 | 《如歌》               | 張杰   |
| 2019 | 《守護永恆的愛》       | 孫燕姿 |
| 2021 | 《去墾丁淋場雨再走開》 | 于翔北 |
| 2022 | 《毒藥》               | 蕭秉治 |
| 2023 | 《傻孩子》             | 洪浩竣 |
| 2025 | 《下週同樣時間》       | 曾沛慈 |

### 廣告
| 年份 | 作品                                          |
| 2009 | 麥當勞《經典美式咖啡》                        |
| 2010 | 台灣啤酒《台啤開瓶‧機不可失》                 |
| 2010 | 泰山企業《泰山60年 送你實在ㄟ好禮》           |
| 2010 | 台灣大哥大《SAMSUNG M5650 玩潮機》            |
| 2011 | 台灣客委會《客家湯圓節》                      |
| 2012 | 亞太電信《下午茶-有感才經濟篇》               |
| 2014 | 必勝客《黃金熔岩餅皮 變身篇》                 |
| 2014 | Toblerone《瑞士三角巧克力 2014情人節》        |
| 2014 | iPASS一卡通微電影《I Pass , You Pass》        |
| 2014 | 匯竑國際《阿薩姆奶茶 在一起篇》               |
| 2015 | 台灣大哥大基金會第九屆myfone行動創作獎        |
| 2016 | 台灣大哥大《到處快又穩》                      |
| 2016 | 統一麥香《考試的那些蠢事》                    |
| 2016 | Office 365 神展開 第一話《新進的逆襲》        |
| 2016 | Office 365 神展開 第二話《進擊的救援》        |
| 2016 | Office 365 神展開 最終話《彼端的密語》        |
| 2017 | 雲南白藥《益生菌牙膏 壞壞篇》                 |
| 2017 | 台灣鈴木汽車《人車戀》                        |
| 2017 | 朵芮藥妝《暖男解憂諮詢室》                    |
| 2017 | 遠傳電信《選遠傳，就是比較好！》              |
| 2018 | Wargaming線上遊戲《戰車世界》                 |
| 2018 | 花旗銀行 X PCHOME Prime聯名卡                 |
| 2018 | abc好車網 ｜微電影《二手心選擇》 男生篇       |
| 2018 | OPPO雲守護好友照片                            |
| 2019 | 7-ELEVEN《德國百年寶迪Berndes精品廚具集點送》 |
| 2019 | 2019 Honda HR V【 讓路篇】                    |
| 2019 | 2019 Honda HR V【一個名為成長的空間】         |
| 2019 | 星耀樟宜《飛凡奇遇記》                        |
| 2020 | 桂格穀得一天 給你超級一天                     |
| 2020 | 權證贏家-進場篇                               |
| 2020 | 權證贏家-膽識篇                               |
| 2020 | 一匙靈淨柔超濃縮洗衣精 波折的愛篇             |
| 2020 | 一匙靈淨柔超濃縮洗衣精 糾結的愛篇             |
| 2020 | 一匙靈歡馨香氛洗衣精 天臺篇                   |
| 2020 | 一匙靈歡馨香氛洗衣精 餐廳篇                   |
| 2022 | 2022 三點立頓 玩開一頓! 茶醇奶香 完美融合     |

### 綜藝節目
| 播出日期       | 頻道                | 節目名稱         | 主題                                                 |
| 2018年3月9日   | 八大綜合台          | 娛樂百分百       | BL鮮肉來報到-天菜型男大對抗                          |
| 2018年3月16日  | ETtoday星光雲       | 明星鍵盤手       | 對不起，害到你                                       |
| 2018年3月20日  | 17TV                | 趣你的娛樂       | 「越界」的親密互動 禁忌戀情大公開？                  |
| 2018年4月10日  | TVBS新聞            | 下午茶星聞       | 越界雙CP與下午茶有約                                 |
| 2018年4月11日  | 三立都會台          | 完全娛樂         | 越界鮮肉團愛的PK 臉紅心跳讓人Hold不住啦!!            |
| 2018年5月3日   | 美人時髦話題網      | LOOKin小姐搞事情 | 電眼小王子 楊孟霖                                    |
| 2018年5月7日   | 唐綺陽占星幫        | 直播餐桌         | 越界兄弟CP之夜                                       |
| 2018年7月14日  | TVBS歡樂台          | 我要當女一       | 最終考核 誰能成為《唱情歌》女一part 1                |
| 2018年7月21日  | TVBS歡樂台          | 我要當女一       | 最終考核 誰能成為《唱情歌》女一part 2                |
| 2018年11月13日 | 公視主頻、Yahoo! TV | 一呼百應         |                                                      |
| 2020年11月25日 | 三立都會台          | 完全娛樂         | 點餐記憶考驗徐鈞浩意外超強! 宇宙反被整哭到不能主持?! |

### 真人實境秀
| 年份   | 電視台 | 節目                | 備註                         |
| 2020年 |        | 《Action Together》 | 與歐陽倫、傅孟柏、徐鈞浩搭檔 |

## 音樂作品
| 年份 | 歌名                      | 作詞           | 作曲             | 演唱                           | 製作人 |
| 2020 | 《Action Together片頭曲》 | 歐陽倫、楊孟霖 | 周自從（兼編曲） | 歐陽倫、楊孟霖、傅孟柏、徐鈞浩 | 周自從 |

## 外部連結
- 楊孟霖的Facebook專頁
- 楊孟霖Nick的Instagram
- 楊孟霖Nick的微博